# Live at the Jazz Café
Live at the Jazz Café – album koncertowy zespołu ProjeKct One, wydany 17 lutego 1999 roku w Japonii nakładem Discipline Global Mobile jako CD.

## Historia i muzyka albumu
W maju 1997 roku muzycy wchodzący w skład ówczesnego zespołu King Crimson podjęli decyzję o kontynuowaniu działalności w ramach projektu ProjeKcts, równolegle z King Crimson. Powstały w sumie cztery zespoły, złożone z trzech lub czterech muzyków i noszące kolejne numery: One, Two, Three i Four. ProjeKct One zagrał cztery koncerty (1–4 grudnia 1997 roku) w Londynie, które udokumentowano albumem Live at the Jazz Café. Wszystkie cztery wieczory były całkowicie improwizowane, a zespół nie miał nawet prób. Niektóre utwory przywodzą na myśl Crimson z 1973 roku („4 i 1”), inne – jego wersję z lat 80. („3 i 2”). Natomiast inne utwory, takie jak „4 ii 2” czy „2 ii 4” mają prawie industrialny charakter.

## Lista utworów
Lista i informacje według AllMusic, Discogs, Prog Archives i Rate Your Music:
| 1. | 4 i 1  | 6:11  |
|    |        |       |
| 2. | 4 ii 1 | 3:29  |
|    |        |       |
| 3. | 1 ii 2 | 4:27  |
|    |        |       |
| 4. | 4 ii 4 | 7:58  |
|    |        |       |
| 5. | 2 ii 3 | 4:27  |
|    |        |       |
| 6. | 3 i 2  | 8:14  |
|    |        |       |
| 7. | 3 ii 2 | 6:32  |
|    |        |       |
| 8. | 2 ii 4 | 4:27  |
|    |        |       |
| 9. | 4 i 3  | 4:32  |
|    |        |       |
|    |        | 50:17 |
|    |        |       |

### Muzycy
- Robert Fripp – gitara
- Tony Levin – gitara basowa, Chapman stick
- Bill Bruford – perkusja, instrumenty perkusyjne
- Trey Gunn – Touch guitar

### Pozostałe informacje
- kompozytorzy – Robert Fripp, Tony Levin, Bill Bruford, Trey Gunn
- David Singleton – inżynier, mastering, miksowanie
- obraz na okładce – P.J. Crook